# 嶌信彦 人生百景「志の人たち」
『嶌信彦 人生百景「志の人たち」』（しまのぶひこ じんせいひゃっけい こころざしのひとたち）は、TBSラジオで放送されているインタビュー番組である。2014年10月5日放送開始。

## 概要
2014年9月まで12年間放送された『嶌信彦のエネルギッシュトーク』の実質的な後継番組で、様々な志を持つ日本の著名人・文化人・経営者らをゲスト（基本2週、ゲストによっては1週のみや3週）に迎え、ゲストの様々な人生経験や、今もっている志について語り合う。
『エネルギッシュトーク』とは異なり関東ローカルで、放送時間は日曜日21:30 - 22:00。西武グループの一社提供（2019年12月まではNTTドコモの提供だった）。
2021年11月28日放送分にて、『エネルギッシュトーク』から通算の放送回数が1000回に到達した。

## 出演者

### パーソナリティ
- 嶌信彦

### アシスタント
- 南波糸江（2014年10月5日 - 2016年3月27日）[1]
- 山元香里（2016年4月3日 - 2017年5月）
- 安田佑子（2017年7月2日 - ）※『エネルギッシュトーク』終了時以来、実質3度目の起用。

## エピソード
- 国政選挙開票特番によって放送休止となる場合は、後日、休止分が振替（別の放送枠で追加）放送される。
  - 2019年7月21日（第25回参議院議員通常選挙投票日）分→7月26日（金曜日）23:30 - 24:00
  - 2021年10月31日（第49回衆議院議員総選挙投票日）分→2022年1月28日（金曜日）21:30 - 22:00
  - 2022年7月10日（第26回参議院議員通常選挙投票日）分→8月17日（水曜日）21:00 - 21:30
  - 2024年10月27日（第50回衆議院議員総選挙投票日）分→2025年1月3日（金曜日）20:00 - 20:30
  - 2025年7月20日（第27回参議院議員通常選挙投票日）分→7月22日（火曜日）21:30 - 22:00
- X（旧twitter）のTBSラジオ公式アカウント（番組公式アカウントは未開設）では番組告知を行う際、該当番組の放送直前にポスト（ツイート）するのが一般的だが、当番組の場合は毎週土曜18時台前半に翌日の放送内容をポストし、毎週月曜夜（19時台か20時台）に前日放送分のradikoタイムフリー機能での聴取案内をポストしている（振替放送日も、次回内容告知は前日18時台、前回タイムフリー聴取案内は翌日夜[2]と、通常と変わらぬポストのペースを保っている。放送休止日は、前日・翌日ともポストせず）。
- 2020年より新型コロナウイルス感染拡大防止の観点から、高齢（1942年生まれ）の嶌は自宅からのリモート出演に切り替えていたが、2021年12月5日・12日・19日放送分（ゲスト：片山杜秀…前中後編の3回分）よりスタジオに復帰。それ以後も、感染症流行の再拡大や嶌の体調の都合により、リモート出演に戻る場合がある。
- 2025年6月22日放送分より嶌が休演。7月までは安田が単独で番組を進行した後、8月3日放送分以降は娘の嶌陽子が父の代役を務めている。